# اوئیسیز
اوئیسیز (به انگلیسی: Oasis، تلفظ: اُئِـیْسِز) گروه راک بریتانیایی است در سال ۱۹۹۱ شکل گرفت. این گروه از یک گروه دیگر به نام "ذ رین" باران توسعه یافته بود، اعضای اصلی گروه شامل لیام گلگر (خواننده و نوازنده دایره زنگی)، پل "بون هد" آرتورز (گیتار)، پل مک‌گویکان (باس و گیتار)، و تونی مک‌کارول (درامز، پرکاشن) بود. بعداً برادر بزرگتر لیام نوئل گلگر (گیتار و خواننده) به عنوان یک عضو پنجم به آنها ملحق شد.
اوئیسیز در سال ۱۹۹۳ با شرکت ضبط مستقل کرییشن رکوردز قراردادی منعقد کرد و نخستین آلبوم خود با نام قطعاً شاید را در سال ۱۹۹۴ منتشر نمود. سال بعد در حالی که آلن وایت وظیفه نواختن درامز را بر عهده گرفته بود گروه آلبوم (داستان چیست) گل شیپوری؟ (۱۹۹۵) را در میانه رقابت بر سر نمودارهای فروش با بلر، دیگر گروه نامی عرصه موسیقی بریت‌پاپ ضبط کرد. در کنار دیگر گروه‌های مشهور بریت‌پاپ، سوود، پالپ، و بلر، جزئیات سبک زندگی بی‌پروا و اختلافات پیوسته برادران گلگر به‌طور منظم در روزنامه‌های نیم‌قطع چاپ می‌شد. آلبوم سوم گروه در سال ۱۹۹۷ با نام همین الان اینجا باش عرضه شد. این آلبوم با وجود آنکه توانست به رکورد سریعترین فروش در تاریخ جداول موسیقی انگلستان دست یابد، اما محبوبیت آن نزد طرفداران به سرعت کاهش یافت. اما با این وجود در نهایت هشت میلیون نسخه از آلبوم به فروش رسید. مک گویگان و پل آرتورز در سال ۱۹۹۹ و در میانه ضبط آلبوم بعدی گروه ایستادن بر روی شانه غول‌ها (۲۰۰۰) از اوئیسیز جدا شدند. پس از جدایی آنها نوازنده گیتار و خواننده سابق گروه «هوی استریو»، جم آرچر، و گیتاریست/فرانت‌من سابق گروه شوئگیز راید، اندی بل، جایگزین اعضای پیشین شدند. اوئیسیز، آلبوم استدیویی بعدی خود با نام شیمی بت‌پرست را در سال ۲۰۰۲ عرضه کرد. در سال ۲۰۰۴، درامر گروه «هو» زاک استارکی (فرزند رینگو استار) جایگاه سابق آلن وایت، که به تازگی از گروه جدا شده بود، را به عنوان درامر و عضو غیررسمی پنجم بدست آورد. ورود او با محبوبیت و موفقیت مجدد گروه در انتشار آلبوم ششمشان حقیقت را باور نکن (۲۰۰۵) هم‌زمان شد.
پس از ضبط آلبوم هفتم گروه به نام روحت را رها کن در سال ۲۰۰۸ استارکی که به تازگی به عضو رسمی گروه تبدیل شده بود از گروه جدا و با نوازنده تور، کریس شاروک جایگزین شد که در آخرین تور اوئیسیز آنان را همراهی کرد. در حین این تور، روابط پرتنش برادران گلگر هرچه بیشتر رو به وخامت گذاشت تا سرانجام در ۲۸ اوت ۲۰۰۹ و پس از یک درگیری شدید میان آنها در پشت صحنهٔ اجرای یک جشنواره در پاریس، نوئل گلگر اعلام کرد که گروه را ترک خواهد کرد. اعضای بازمانده گروه به سرپرستی لیام گلگر تصمیم گرفتند تحت نام بیدی آی به فعالیت ادامه دهند. این همکاری تا سال ۲۰۱۴ ادامه یافت. در حالی که نوئل در این زمان پروژه انفرادی خود با نام نوئل گلگر های فلایینگ بردز را بنیان گذاشت.
در کنار خوانندگی با لهجه منچستری و اشارات فراوان به فرهنگ بریتانیایی در اشعار گروه اوئیسیز، موسیقی آنها نیز تحت تأثیر گروه‌های گیتار قدیمی‌تر بوده‌است. هشت تک‌آهنگ و هشت آلبوم از گروه به رتبه اول نمودارهای فروش در بریتانیا رسیدند. اعضای اوئیسیز به ۱۷ جایزهٔ ان‌ام‌ئی، ۹ جایزهٔ کیو، ۴ جایزهٔ موسیقی ام‌تی‌وی اروپا و ۶ جایزه بریت، از جمله یکی در سال ۲۰۰۷ برای مشارکت‌های برجسته در موسیقی و یکی برای انتخاب به عنوان برترین آلبوم ۳۰ سال گذشته از دیدگاه شنوندگان رادیو بی‌بی‌سی ۲ دست یافتند. این گروه سه بار برای دریافت جایزه گرمی نامزد شد. تا سال ۲۰۰۹ اوئیسیز حدود ۷۰ میلیون نسخه از آثار اوئیسیز به فروش رسیده بود. این گروه در سال ۲۰۱۰ برای بیشترین حضور در چارت تاپ ۱۰ بریتانیا که پس از صعود بی‌سابقه تعداد ۲۲ اثر از آثار گروه در این جدول بدست آمد در کتاب رکوردهای جهانی گینس ثبت شد. اوئیسیز همچنین رکورد جهانی گینس برای موفق‌ترین حضور در بریتانیا بین سال‌های ۱۹۹۵ تا ۲۰۰۵، با ۷۶۵ هفته حضور در جدول پرفروش‌ترین ۷۵ تک‌آهنگ و آلبوم  در اختیار دارد.

## تاریخچه

### تشکیل و سال‌های اولیه: ۱۹۹۱–۱۹۹۲
اوئیسیز تکامل یافته از یک گروه قبلی به آن باران می‌گفتند، متشکل از پل مک گویگان (گیتار باس)، پل «بون هد» آرتورز (گیتار)، تونی مک‌کارول (درامز) و کریس هاتن (خواننده). چون گروه از کار با هاتن ناراضی بود، آرتورز آشنای خود لیام گلگر به عنوان یک جایگزین تست کرد. لیام پیشنهاد کرد که اسم گروه به اوئیسیز تغییر کند. این اسم از یک پوستر تور گروه راک [اینسپیرال کارپتز] که در اتاق برادران گلگر آویزان شده بود به لیام الهام شد. یکی از سالن‌هایی که در آن پوستر معرفی شده بود مرکز تفریحی اوئیسیز نام داشت. اوئیسیز نخستین اجرای زنده خود را در اوت ۱۹۹۱ در ۱۸ باشگاه بوردواک در منچستر انجام داد. برادر لیام نوئل گلگر، که که یک رَودی (کسی که وسایل گروه موسیقی را در تورها جابجا می‌کند) برای گروه راک اینسپایرال کارپتز بود، با گروه رفت و به تماشای اجرای گروه برادر کوچکترش نشست. در حالی که نوئل و دوستان خود فکر نمی‌کردند اوآسیس صدای بخصوص تماشایی و محشری باشد، نوئل فکر کرد از گروه برادرش به عنوان یک برون داد ممکن برای یک سری ترانه که چندین سال به نوشتن آنها مشغول بود استفاده کند. نوئل برای پیوستن به گروه به آنها نزدیک شد. با این شرط که او تنها ترانه سرا و رهبر گروه باشد، و اعضای گروه برای تحقق موفقیت تجاری به‌طور جدی دست به کار شوند. پل آرتورز می‌گوید «او چیزهای زیادی نوشته شده بود. هنگامی که او وارد گروه شد، ما گروه موسیقی بودیم که می‌خواستیم یک راکت با چهار آهنگ بسازیم اما یک دفعه با ورود نوئل، کلی ایده به وجود آمده بود». اوئیسیز تحت رهبری نوئل گلاگر یک رویکرد موسیقی که بر سادگی تکیه داشت ایجاد کردند، آرترز و مک گویگان محدود به نواختن آکورد باره و نت‌های روت باس مک‌کارول نوازندهٔ ریتم‌های اساسی بودند، حالا آمپلی فایرهای گروه اعوجاج ایجاد می‌کردند، و اوئیسیز چنان صدای " عاری از ظرافت و پیچیدگی ایجاد کرده بود که صدای برآمده بسیار غیرقابل توقف به نظر می‌رسید.

### قطعاً شاید: ۱۹۹۳–۱۹۹۴
پس از بیش از یک سال از اجراهای زنده، تمرین و ضبط یک دمو مناسب (شناخته شده به عنوان نوار لیو دمونستریشن)، درخشش بزرگ گروه در مه ۱۹۹۳ صورت گرفت، زمانی که مالک شرکت کریشن رکوردز آلن مک‌گی آنها را کشف کرد. اوئیسیز به اجرای کنسرت در باشگاه واه واه هات کینگ تات در گلاسکو، اسکاتلند دعوت شده بودند، توسط یک گروه به نام سیستر لاورز که اتاق تمرین خود را با اوئیسیز اشتراک گذاشتند. اوئیسیز، همراه با یک گروه از دوستان هزینهٔ کرایهٔ یک ون و سفر به گلاسکو را به دست آوردند. وقتی که رسیدند مسئولان از ورود آنها به باشگاه امتناع کردند چون نامشان در لیست اجرا وجود نداشت اما آنها به هر حال با قلدری وارد شدند. (اگر چه هر دو گروه و مک‌گی اظهارات متناقضی دربارهٔ این که آنها چطور موفق به ورود به آن باشگاه شدند اظهار کرده‌اند) به آنها اجازهٔ شروع داده شد و مکی گی که آن شب برای دیدن یکی از باندهای شرکت خودش به نام ۱۸ ویلز به آنجا آمده بود تحت تأثیر کار اوئیسیز قرار گرفت. تا حدی که هرجا که آنها را می‌یافت به آنها پیشنهاد عقد قرار داد ضبط موسیقی می‌داد، اما به دلایلی تا چند ماه بعد این قرارداد بسته نشد. با توجه به مشکلات تأمین امنیت یک قرارداد آمریکایی، اوئیسیز در نهایت یک قرارداد بین‌المللی با شرکت سونی امضا کرد، که به نوبه خود اوئیسیز را تحت لیسانس کریشن رکوردز در انگلستان قرار می‌داد. پس از انتشار محدود برچسب سفید از نسخهٔ نمایشی از آهنگ «کلمبیا»، در آوریل ۱۹۹۴ اوئیسیز نخستین تک‌آهنگ خود را با نام «سوپرسونیک» منشر کردند که رتبهٔ ۳۱را در جدول‌ها کسب کرد. پس از آن ترانهٔ «شیکر میکر» را بیرون دادند که به خاطر سرقت ادبی متن ترانه و ملودی آن مجبور به پرداخت ۵۰۰۰۰۰دلار شدند. با انتشار سومین تک ترانه‌شان به نام «زندگی ابدی» اوئیسیز باری نخستین‌بار وارد جدول ترانه‌های برتر انگلستان شد. پس از جلسات ضبط و میکس مشکل‌دار، نخستین آلبوم آنها قطعاً شاید، در سپتامبر ۱۹۹۴ منتشر شد، در نمودارها برترین شد، و در آن زمان تبدیل به سریع‌ترین آلبوم نخست پرفروش در بریتانیا شد.
بهترین بخش یک سال از اجرای زنده و ضبط شده ثابت، همراه با یک شیوه زندگی لذت جویانه اثرات منفی خود را بر گروه گذاشته بود. این رفتار در طول کنسرت در لس آنجلس در سپتامبر ۱۹۹۴ به اوج خود رسید، لیام اجرای بی‌کفایتانه‌ای از خود نشان داد و اظهارات توهین آمیزی دربارهٔ آمریکایی‌ها بیان کرد. او برادرش نوئل را با دایره زنگی اش زد. این جریان به حدی نوئل را ناراحت کرد که او بلافاصله به سان فرانسیسکو رفت و برای مدتی گروه را تعطیل کرد.
تیم ابوت از شرکت کریشن رکوردز او را ردیابی کرد و آنها به سفر به لاس وگاس رفتند. آنجا، گلگر بزرگتر به ادامه با گروه متقاعد شد. او با برادرش آشتی کرد و تور را در مینیاپولیس از سر گرفت. گروه به دنبال تک‌آهنگ چهارم قطعاً شاید، «سیگار و الکل» با تک‌آهنگی به مناسبت کریسمس به نام «هر چه»، رتبهٔ سوم را در جدول بریتانیا به دست آوردند. این آهنگ بعدها اعتبار همکاری نویسنده برای نیل اینز-که شکایت کرد و موفق به گرفتن خسارت شد -را به حقوق اعتباری ترانه اضافه کردند.

### (داستان چیست) گل شیپوری؟: ۱۹۹۵
در آوریل ۱۹۹۵ اوئیسیز نخستین تک‌آهنگ شماره یک بریتانیا را در آوریل ۱۹۹۵ با ترانه برخی ممکن است بگویند به دست آوردند. در همان زمان، درامر تونی مک‌کارول از گروه اخراج شد. مک‌کارول دربارهٔ ترک اوئیسیز گفت، که او برای آنچه وی آن را «برخورد شخصیتی» با برادران گلگر خواند "به شکلی غیرقانونی از مشارکت در گروه محروم شد". گلگرها از سوی دیگر، در توانایی موسیقی مک‌کارول تردید داشتند. نوئل در این مورد گفت"من تونی رو به عنوان یک رفیق دوست دارم اما او نمی‌توانست برای آهنگ‌های جدید ما درام بنوازد". مک‌کارول توسط آلن وایت خوانندهٔ سابق گروه ستارکلاب جایگزین شد، او برادر کوچکتر نوازندهٔ سازهای ضربی استودیو استیو وایت مشهور بود، که پل ولر به نوئل توصیه کرده بود. وایت نخستین نوازندگی خود را برای گروه در اجرای برترین‌های پاپ برای ترانهٔ «برخی ممکن است بگویند» آغاز کرد. اوئیسیز ضبط محتوای آلبوم دوم خود را در مه همان سال در راک فییلد استودیو نزدیک منموته آغاز کرد.
گروه، تا اینجای کار، کنسرتی را ضبط کرده بود که در اوت ۱۹۹۵ با عنوان کنار دریا زندگی کن آن را بیرون داد. در طی این مدت، مطبوعات بریتانیا بحث رقابت بین مفروض اوئیسیز و باند بریت پاپ بلِر را به دست گرفته بود. پیش از این، اوئیسیز خود را با جنبش بریت پاپ مرتبط نمی‌کرد و به انجام بر روی "بریت پاپ همین الان" برنامه بی‌بی‌سی (برنامه‌ای که خواننده بلِر دیمن آلبارن آن را معرفی کرد) دعوت نشده بودند. در ۱۴ اوت ۱۹۹۵ بلِر و اوآسیس تک‌آهنگ جدید در یک روز منتشر کردند، راه‌اندازی "نبرد بریت پاپ " که همهٔ اخبار ملی را فراگرفته بود.
نوازنده بیس، پل مک گویگان با استناد به خستگی عصبی برای مدتی باند را در سپتامبر ۱۹۹۵ ترک کرد. او توسط اسکات مک لئود که قبلاً عضو گروه یایا بود جایگزین شد. اسکات در برخی از تاریخ‌های تور و همچنین در ویدیوکلیپ «واندروال» ظاهر شد. اما به‌طور ناگهانی در تور آمریکا گروه را ترک کرد. او با نوئل تماس گرفت و گفت که فکر می‌کند از پیوستن به اوئیسیز پشیمان شده‌است نوئل در جواب گفت «من هم همین‌طور فکر می‌کنم. در خوانندگی موفق باشی». برای تکمیل این سفر، مک گویگان با موفقیت برای بازگشت به گروه متقاعد شد. اگر چه صدای نرمتر منجر به درهم بررسی، آلبوم دوم اوئیسیز، (داستان چیست) گل شیپوری؟ یک موفقیت تجاری بود، و با بیش از چهار میلیون نسخه فروش به چهارمین آلبوم پرفروش در تاریخ نمودار انگلستان تبدیل شد. این آلبوم باعث دو تک‌آهنگ بیشتر، «واندروال» و «به عقب نگاه مکن با خشم»، را شامل می‌شد که به ترتیب به رتبهٔ دو و یک جدول‌های بریتانیا رسیدند. آلبوم همچنین شامل تک‌آهنگی در جدول آمریکا با نام «اختر شامپانی» با همراهی گیتار و خواننده پشتیبان پل ولر بود که تحسین گسترده منتقدان را دریافت کرد و درصدر اول در جدول راک مدرن آمریکا به اوج خود رسید.

### همین الان اینجا باش۱۹۹۶–۱۹۹۸
گروه نخستین کنسرتهای در فضای باز خود را در ورزشگاه ماین رود، خانه باشگاه منچستر سیتی که برادران گلگر از دوران کودکی طرفداران آن بودند، در ۲۷ و در ۲۸ آوریل ۱۹۹۶ برگزار کردند. گلچینی از شب دوم این اجرا در ویدیوی اینجا و آنجا بعداً در همان سال منتشر شد. همان‌طور که زندگی حرفه‌ای شان به اوج خود رسید، اوئیسیز در ۱۰ و ۱۱ اوت ۱۹۹۶ کنسرت پشت به پشت در نب‌ورد اجرا کرد. بلیط‌های این دو کنسرت در عرض چند دقیقه به فروش رفت. ۲۵۰٬۰۰۰نفر در هر دو شب حضور داشتند. ۲٫۵ میلیون نفر برای بلیط کنسرت نام‌نویسی کردند. ۳۷۰٫۰۰۰ نفر در واقع توانستند بلیط تهیه کنند. (اگر ۲٫۵ میلیون نفر می‌توانست بلیط بخرد گروه می‌بایست ۵۳ شب متوالی کنسرت برگزار می‌کرد!) این کنسرت‌ها یکی از پرجمعیت‌ترین کنسرت‌های در فضای آزاد و پر تقاضاترین اجرای تاریخ موسیقی بریتانیا بودند.
بقیهٔ ماه اوقات سختی برای گروه بود. قرار بود اوئیسیز یک قسمت از اجرای آکوستیک ام تی وی در جشنواره رویال آلبرت هال را انجام دهد اما لیام با استناد به گلو دردش پا پس کشید و نوئل کار او را انجام داد. او از بالکن سالن اجرا را تماشا می‌کرد در حالی که سیگار می‌کشید و و آبجویش را می‌نوشید. لیام در بین آهنگ‌ها به گروه و برادرش نوئل متلک می‌پراند. چهار روز بعد گروه به توری در میدان‌های آمریکایی می‌رفت اما لیام از رفتن با آنها ابا ورزید. بنابرین اوئیسیز تصمیم گرفت با خوانندگی نوئل به کار ادامه دهد. لیام دوباره در ۳۰ اوت، و در ۴ سپتامبر سال ۱۹۹۶، به تور پیوست. اوئیسیز «اختر شامپانی» را در سال ۱۹۹۶ در مراسم جوایز موزیک ویدئوی ام‌تی‌وی در سالن موسیقی رادیو سیتی در شهر نیویورک انجام دادند. لیام در طول تک نوازی گیتار نوئل برای او شکلک درمی‌آورد و قبل از رفتن آبجو را بر صحنه تف کرد. چند هفته بعد نوئل بدون گروه به انگلستان برگشت، که باعث یک جنگ دیگر بین دو برادر شد. این رویداد باعث گمانه زنی رسانه‌ای دربارهٔ منحل شدن گروه شد. برادران خیلی زود آشتی کردند و تصمیم گرفتند تور را تکمیل کنند.
اوئیسیز پایان سال ۱۹۹۶ و سه‌ماهه اول سال ۱۹۹۷ را برای ضبط آلبوم سوم در استودیوی ابی رود ادر لندن و استودیوی ریج فارم در سورری به سر برد. نزاع بین برادران گلگر جلسات ضبط را مختل کرده بود. همین الان اینجا باش در اوت ۱۹۹۷ منتشر شد. با تک‌آهنگ می دانی منظور من چیست؟ که رتبهٔ اول جدول انگلستان شد، آلبوم سوم اوئیسیز نتیجه‌ای بیشتر از آنچه انتظار می‌رفت را با خود داشت و مورد توجه رسانه‌ها قرار گرفت. بیش از بیش از ۳۵۰٬۰۰۰ نسخه از آلبوم روز اول انتشار به فروش رسید و در پایان کسب و کار فروش آلبوم ۶۹۶٬۰۰۰ نسخه به فروش رسید. این آلبوم خوش فروش‌ترین آلبوم در تاریخ انگلستان بوده‌است. در بیلبورد ۲۰۰ ابتدا آلبوم رتبهٔ دوم را به دست آورد. اما فروش ۱۵۲٬۰۰۰ نسخه از آن در آمریکا در هفتهٔ اول – پایین‌تر ۴۰۰٬۰۰۰ نسخهٔ انتظار رفته- به نوعی ناامیدکننده بود. هر چند در ابتدا رسانه‌ها از آلبوم تعریف کردند، اما بعدها منتقدان به خاطر طولانی بودن ترانه‌ها، صدای سنگین تر از قبل و تولید اضافی از ای آلبوم انتقاد کردند.
در این زمان جنبش بریت پاپ در حال افول بود، و گروه برای پاسخگویی به انتظارات مخاطبان با آلبوم سوم خود را شکست خورده بود. پس از پایان تور همین الان اینجا باش گروه واکنش زیادی در برابر انتقادها نشان ندادند. بعدها در سال، اوئیسیز یک آلبوم تلفیقی از چهارده بسایدز، تحت عنوان ماستر پلان (طرح جامع) منتشر کرد. نوئل در مصاحبه‌ای در ۲۰۰۸ گفت: «فکر می‌کنم بی سایدزها خیلی جالب تر از خود آلبوم همین الان اینجا باش بوده باشد. در آن زمان بی سایدزها پرطرفدار بودند.»

### ایستادن بر روی شانه غول‌ها: ۱۹۹۹–۲۰۰۰
در اوایل سال ۱۹۹۹، گروه کار بر روی آلبوم چهارم استودیویی خود را آغاز کرد. نخستین جزئیات در فوریه اعلام شد وقتی مارک «اسپایک» استنت آشکار کرد که همکار تولیدکننده این آلبوم خواهد بود. کارها به خوبی پیش نمی‌رفت و خروج ناگهانی عضو مؤسس پل «بون هد» آرتورز در اوت اعلام شد. این خروجی دوستانه اعلام شد و نوئل اظهار کرد که آرتورز نیاز داشت وقت بیشتری را با خانواده اش بگذراند. بعداً گفتهٔ آرتورز با این عنوان که «برای تمرکز بر روی چیزهای دیگر» گروه را ترک کرده‌است همه چیز را مشخص کرد. هرچند نوئل بعد از آن یک وژن دیگر از ماجرا را ارئه داد. او بیان کرد که آرتورز از سیاست «نه مشروب و نه مواد مخدر» او تخطی کرده بود و آن دو با هم رویارو شده بودند. نوئل این قوانین را برای اجرای بهتر لیام در طی جلسات ضبط آلبوم تعیین کرده بود. دو هفته بعد از خروج از نوازنده بیس، پل مک گویگان اعلام شد. برادران گلگر در یک کنفرانس مطبوعاتی اندکی بعد از آن که در آن آنها به خبرنگاران اطمینان دادند که «آیندهٔ اوآسیس امن است. داستان و شکوه ادامه خواهد یافت.»

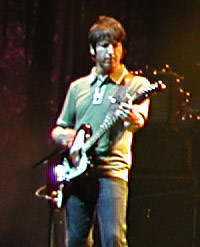
گیتاریست جم آرچر در حال گیتارزنی برای اوئیسیز.

سه نفر باقی ماندهٔ اوآسیس تصمیم به ادامه ضبط این آلبوم گرفتند و نوئل گلگر گیتار آرتورز و قطعات باس مک گویگان را دوباره ضبط کرد. پس از اتمام جلسات ضبط، گروه شروع به جستجو برای اعضای جایگزین نمود. نخستین عضو جایگزین کالین جم آرچر عضو سابق گروه استدیوی سنگین به عنوان ریتم اصلی و گیتاریست جدید معرفی شد. او چند روز پس از خروج بون هد آرتورز به واسطهٔ نوئل وارد گروه شد. پیدا کردن یک جایگزین نوازنده بیس با صرف زمان و تلاش بیشتری صورت گرفت. گروه با دیوید پاتس تمرین کردند، اما او به سرعت استعفا داد، و آنها اندی بل، گیتاریست سابق / ترانه سرا از گروه راید طوفان شماره ۱ به عنوان نوازنده بیس جدید خود را به گروه آوردند. بل هرگز باس ننواخته بود پس مجبور به یادگیری آن همراه با تعداد انگشت شماری از آهنگ‌های اوئیسیز، برای آماده‌سازی تور برنامه‌ریزی شده آمریکا در دسامبر ۱۹۹۹شد. (نوئل به نقل قول از لیام می‌گوید:اگر او بتواند گیتار بزند پس می‌تواند باس لعنتی را هم بنوازد).
پس از مدتی شرکت کریشن رکوردز کارش را تعطیل کرد بنابراین اوئیسیز مجبور به تأسیس شرکت خودشان با نام بیگ براذر یا برادر بزرگ شد و همهٔ آثار متعاقب خود در بریتانیا و ایرلند را تحت این عنوان منتشر کرد. اوآسیس "چهارمین آلبوم خود با عنوان، ایستادن بر روی شانه غولها، را در فوریه سال ۲۰۰۰ منتشر کرد که با فروشی خوب در هفته اول مواجه شد. این آلبوم در چارت انگلستان به رتبهٔ یک و در چارت بیلبورد به مرتبهٔ ۲۴م رسید. سه تک‌آهنگ از آلبوم منتشر شد: "برو بذار بیاد بیرون "، "چه کسی احساس می‌کند عشق را؟" و "تماس صبح روز یکشنبه "، همه‌شان پنج تک‌آهنگ‌های بریتانیا بود. ویدیو کلیپ «برو بذار بیاد بیرون» قبل از پیوستن اندی بل به گروه بود بنابراین در آن لیام گیتار ریتم، آرچر گیتار اصلی و نوئل باس را نواخت؛ و این به خط ایستادن غیرمعمولی به نظر می‌رسید. با خروج اعضای بنیان‌گذار، گروه چندین تغییر کوچک به تصویر و صدای خود داد. کاور آلبوم لوگوی جدید «اوئیسیز» که توسط جم آرچر طراحی شده بود را نشان می‌داد و این آلبوم همچنین نخستین نسخه اوآسیس بود که شامل یک آهنگ نوشتهٔ لیام گلگر، تحت عنوان «جیمز کوچک» می‌شد. آهنگ نیز بیشتر تجربی، دارای تأثیرات روانگردان بود. این آلبوم بررسی ولرم دریافت کرد و کم فروش‌ترین آلبوم استودیویی گروه است.
برای حمایت از رکورد باند به یک تور جهانی پر حادثه رفت. زمان برگزاری تورشان در بارسلونا در سال ۲۰۰۰، اوئیسیز مجبور به لغو یکی از کنسرت‌هایش شد که حملهٔ التهاب تاندون بازوی آلن وایت باعث شد از کار دست بکشند، و گروه به جای اینکار به شب نشینی پرداختند. پس از یک نزاع بین دو برادر، نوئل اعلام کرد او تور در خارج از کشور را ترک می‌کند، و اوئیسیز قرار شد بدون او به تور پایان دهد. نوئل در نهایت برای ایرلند و بریتانیا لگز، که شامل دو اجرای اصلی در استادیوم ومبلی بود به تور بازگشت. یک آلبوم زندهٔ نخستین شب آن اجرا، به نام "آشنا برای میلیون‌ها نفر"، در اواخر سال ۲۰۰۰ با نظرات ممزوج دربارهٔ آن منتشر شد.

### شیمی بت‌پرست۲۰۰۱–۲۰۰۳

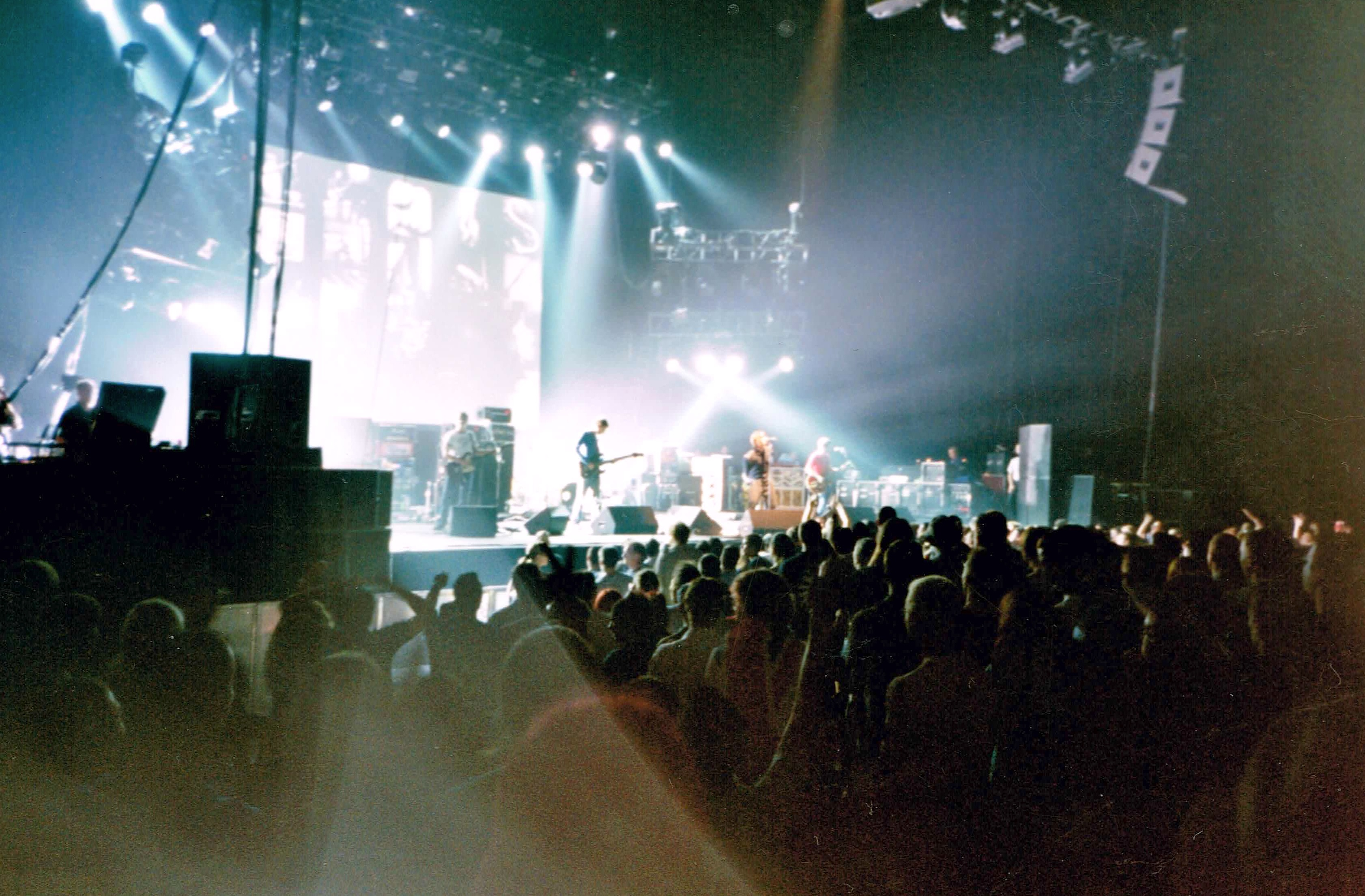
اوئیسیز در حال اجرا درمونتریال، کانادا در سال ۲۰۰۲.

در طول سال ۲۰۰۱، اوآسیس زمان خود را بین جلسات ضبط برای آلبوم پنجم خود و اجرای تورهای جهانی تقسیم می‌کرد. برخی از از کنسرتها شامل تور یک‌ماهه عشق برادرانه با گروه بلاک کروز و اسپیس هاگ و یک اجرا در پاریس برای حمایت از نیل یانگ بود. این آلبوم، شیمی بت‌پرست نخستین آلبوم اوآسیس با اعضای جدیدش یعنی اندی بل و آرچر، در  ژوئیه ۲۰۰۲ منتشر شد. آلبوم به رتبه ۱ در انگلستان و رتبهٔ ۲۳ در ایالات متحده رسید. , , چهار تک‌آهنگ منتشر شده از آلبوم: «هندو تایمز»، «با گریه قلب ات رو داغون نکن»، «کم‌کم / او عشق است»، و «مرغ نغمه سرا» بودند، که فقط «مرغ نغمه سرا» نوشتهٔ لیام بود - اوآسیس، نخستین تک‌آهنگی را که توسط نوئل ننوشته شده باشد منتشر کرد. رکورد این آلبوم آزمایش‌های صوتی گروه از آخرین آلبوم خود را آمیخته بود و همچنین برای صدای راک اساسی تری داشت. ضبط بت‌پرست شیمی خیلی بیشتر از قبل برای گروه متوازن شده بود چون به غیر از آلن وایت، همه اعضای گروه در نوشتن ترانه‌ها سهیم شدند. جانی مار گیتارهای اضافی و همچنین خواننده پشتیبان در چند آهنگ این آلبوم را اجرا کرده‌است.
پس از انتشار آلبوم، گروه کارش را با اجرا در یک تور موفق جهانی پر حادثهٔ دیگر آغاز کرد. در اواخر تابستان سال ۲۰۰۲، در حالی که گروه در تور در ایالات متحده، نوئل، بل و کیبوردیست تور جی دارلینگتون در یک تصادف در ایندیاناپولیس درگیر شدند. در حالی که هیچ‌یک از اعضای گروه هیچ گونه جراحت عمده مداومی ندیده بود، برخی از اجراها در نتیجهٔ این تصادف لغو شدند. در دسامبر ۲۰۰۲، در نیمه دوم سفرهای آلمان در تور اروپا به تعویق افتاد بعد از لیام گلگر، آلن وایت و سه عضو دیگر از همراهان گروه پس از یک نزاع و جدال خشونت‌آمیز در یک کلوپ شبانهٔ شهر مونیخ دستگیر شدند. گروه زیاد الکل مصرف کرده بودند و تست‌های آزمایشگاهی نشان داد که لیام کوکائین استفاده کرده بود. لیام دو دندان‌های جلو را از دست داده و به دنده‌های یک افسر پلیس لگد زده بود، در حالی که آلن سرش بر اثر ضربهٔ یک زیر سیگاری آسیب دیده بود. دو سال بعد لیام حدود ۴۰٫۰۰۰ £ به خاطر این جریان‌ها جریمه شد. گروه پس از بازگشت به آن اجراهایی که تاریخشان به تعویق افتاده بود تور خود را ماه مارس سال ۲۰۰۳ پایان داد.

### حقیقت را باور نکن: ۲۰۰۴–۲۰۰۶
لیام گلگر گفت اوئیسیز به ضبط آلبوم ششم در اواخر ماه دسامبر سال ۲۰۰۳ با تهیه‌کنندگی دیث این وگاسدر استودیوی سامیلز در کورنوال مشغول است. این آلبوم در اصل برای انتشار در سپتامبر ۲۰۰۴ برنامه‌ریزی شده بود تا هم‌زمان با سالگرد دهم انتشار آلبوم قطعاً شاید باشد. با این حال درامر گروه آلن وایت گروه را در اوایل ژانویهٔ ۲۰۰۴ ترک کرد. برادرش گفت که او دیگر روحیهٔ در باند بودن را ندارد و می‌خواهد زمان بیشتری را با معشوقهٔ فعلی اشت بگذراند. زاک استارکی، درامر گروه هو و پسر رینگو استار بیتلز جایگزین آلن وایت شد. هر چند استارکی در ضبط استودیو اجرا داشته بود و با گروه تور رفته بود، او عضو بود رسمی نبود و گروه برای نخستین‌بار دز زندگی حرفه ایشان چهار نفره شده بودند. استارکی برای نخستین‌بار در پول لایت هاوس اجرای رسمی خود را ایفا کرد.
چند روز بعداوئیسیز با استارکی، در جشنواره 'گلاستونبری" حاضر شد با مجموعه‌ای از بهترین آهنگ‌های خود که شامل دو ترانهٔ جدید هم بود، یک زنگ به صدا در خواهد آمد که نوشتهٔ آرچر بود و دیگری با نام معنای روح که لیام آن را نوشته بود. آن اجرا نظرات منفی دریافت کرد. مجلهٔ ان‌ام‌ئی آن را یک فاجعه خواند. تام بیشاپ خبرنگار بی‌بی‌سی ست اوئیسیز را عمدتاً به دلیل طرز آواز خواندن بی شوق لیام و بی‌تجربگی استارکی در کار با متریال گروه بدون زرق و برق و بدون حادثه خواند.
پس از تلاطم بسیار، در همان سال ششمین آلبوم گروه در نهایت در کاپیتول استودیو لس آنجلس مبتنی از اکتبر تا دسامبر ضبط شد. تهیه‌کننده دیو ساردی عهده‌دار تولیدکنندگی اصلی را از نوئل گلگر گرفت، زیرا نوئل تصمیم گرفته بود بعد از ده سال از این وظیفه پا پس بکشد. در مه ۲۰۰۵ پس از سه سال و بسیاری از جلسات ضبط مشکل‌دار، گروه ششمین آلبوم استودیویی خود را با عنوان حقیقت را باور نکن منتشر کرد و با شرکت سونی بی‌ام‌جی قرارداد امضا کرد. این آلبوم هم مانند آلبوم قبلی کاری مشترک بود و صرفاً نوشتهٔ نوئل گالگر نبود. ضربت‌زنی این آلبوم برای نخستین‌بار در یک دههٔ کاری گروه توسط آلن وایت نبودو نخستین ضبط زاک استارکی، پسر رینگو استار را نشان می‌داد. رکورد طور کلی به عنوان بهترین تلاش گروه پس از (داستان چیست) گل شیپوری؟ توسط طرفداران و منتقدان مورد ستایش قرار گرفتو دو بریتانیا تک‌آهنگ شماره یک بریتانیا را به بار آورد: «لایلا» و «اهمیت بیکار بودن»، در حالی که «بگذار عشق باشد» وارد شماره ۲ جدول شد. اوئیسیز دو جایزه در جوایز کیو: یک جایزه انتخاب مردمی و دیگری برای حقیقت را باور نکن به عنوان بهترین آلبوم، برداشت کرد. پا به پای پنج آلبوم قبلی اوئیسیز حقیقت را باور نکن نیز در جدول آلبومهای بریتانیا در رتبه یک وارد شد. تا به امروز، این آلبوم بیش از ۷ میلیون نسخه در سراسر جهان فروخته‌است.

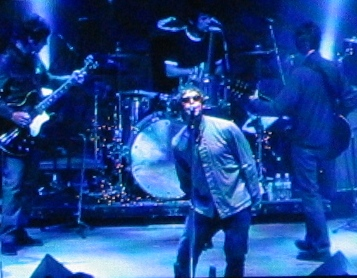
Oasis performing live at Shoreline Amphitheatre, Mountain View, California in September ۲۰۰۵.

در مه ۲۰۰۵، ترتیب جدید گروه در یک تور جهانی بزرگ مقیاس آغاز کرد. از آغاز در ۱۰ مه ۲۰۰۵ در آستوریای لندن، و در پایان در ۳۱ مارس سال ۲۰۰۶ در مقابل یک اجرای فروخته شده در شهر مکزیکو سیتی، اوئیسیز بیشتر از هر زمان دیگری بعد از تور قطعاً شاید اجرای زنده داشت در ۲۶ کشور کنسرت برگزار کرد و سرتیتر ۱۱۳ اجرا در مقابل بیشتر از ۳٫۲ میلیون نفر شد. تور را بدون هر گونه حوادث بزرگ سپری شد و این موفق‌ترین تور گروه در بیش از یک دهه فعالیتش به حساب می‌آمد. اجراهای فروش رفتهٔ باغ میدان مدیسون نیویورک و هالیوود باول لوس آنجلس در این تور گنجانده شده بود. فیلم مستند راک در طول این سفر، تحت عنوان پروردگارا مرا آهسته مساز به کارگردانی دیک کارثورز در اکتبر ۲۰۰۷ ساخته شد. یک دی وی دی دوم هم شامل فیلم زنده از اجرای اوئیسیز در منچستر مربوط به دوم ژوئیهٔ ۲۰۰۵ با آن فیلم منتشر شد.
اوئیسیز یک آلبوم تلفیقی دوگانه تحت عنوان ساعت‌ها را نگه دار در سال ۲۰۰۶ منتشر کرد، که آنچه گروه به عنوان ترانه‌های «تعیین‌کننده» گروه بود را شامل می‌شد. این گروه جایزه بریت را برای سهم برجسته در موسیقی در فوریه ۲۰۰۷ با اجرای چندین آهنگ معروف خود پس از آن دریافت کرد. اوئیسیز نخستین انتشار فقط دیجیتالی خود را از آهنگ، «پروردگارا مرا آهسته مساز»، در اکتبر سال۲۰۰۷ بیرون داد. آهنگ در صدر اول جدول برترینهای بریتانیا قرار گرفت.

### روحت را رها کن: ۲۰۰۷–۲۰۰۹
تجدید حیات گروه در محبوبیت بعد از موفقیت آلبوم حقیقت را باور نکن در فوریه ۲۰۰۸ برجسته شد در زمانی که در یک نظرسنجی برای پیدا کردن پنجاه آلبوم از بزرگترین آلبومهای بریتانیا در پنجاه سال گذشته توسط مجله کیو و اچ ام وی برگزار شد و دو آلبوم اوئیسیز قطعاً شاید رتبهٔ اول و (داستان چیست) گل شیپوری؟ رتبهٔ دوم را به دست آورد. دو آلبوم دیگر توسط گروه در لیست ظاهر شد. حقیقت را باور نکن رتبهٔ ۱۴م و همین الان این جا باش مرتبهٔ ۲۲م را کسب کرد.
اوئیسیز برای چند ماه در سال ۲۰۰۷ به ضبط آلبوم بعدی اش پرداخت - بین ژوئیه و سپتامبر- دو آهنگ جدیدش را تمام کرد و سایر آهنگ‌های آماده اش را تست کرد. گروه به دلیل تولد پسر نوئل (دونووان) به مرخصی دوماهه رفتند. گروه در ۵ نوامبر ۲۰۰۷ دوباره به استودیو برگشتند و دور و بر مارس ۲۰۰۸ ضبط آلبوم را نهایی کردند. بعد از ضبط آلبوم در می ۲۰۰۸ زاک استارکی گروه را ترک کرد و کریس شاروک برای تور کنسرت جایگزین او شد. مانند زاک، کریس عضو رسمی گروه نبود و گروه دوباره چهار نفره شده بود. نخستین تک‌آهنگ گروه " شوک رعد و برق "بود که نوشتهٔ نوئل بود و در ۲۹ سپتامبر ۲۰۰۸ منتشر شد. روحت را رها کن هفتمین آلبوم اوئیسیز در ششم اکتبر ۲۰۰۸ منتشر شد در چارت انگلستان به مرتبه اول و در بیلبورد ۲۰۰ به رتبهٔ پنجم رسید. گروه با پشتیبانی گروه‌های کاسابیان، دشمن (ذ إنمی) و چرخ پیچ خورده (ذ تویستد وییل) یک تور ۱۸ ماهه که انتظار می‌رفت تا سپتامبر ۲۰۰۹ ادامه یابد را آغاز کرد. در ۷ سپتامبر ۲۰۰۸ در حین اجرای جشنواره ویرجین در تورنتو یکی از تماشاچیان به نوئل حمله کرد و باعث شد سه دندهٔ نوئل بشکند و از جا در بیاید و چندین کنسرتشان را تا بهبودی نوئل لغو کردند. آنها با شرکت سونی بی‌ام‌جی برای سه آلبوم دیگر قرارداد بستند.
در ۲۵ فوریه سال ۲۰۰۹ واحه جایزه ان‌ام‌ئی برای بهترین گروه بریتانیایی سال ۲۰۰۹ و همچنین به عنوان بهترین وبلاگ برای وبلاگ نوئل که عنوانش قصه‌هایی از وسط ناکجا آباد بود، دریافت کردند.

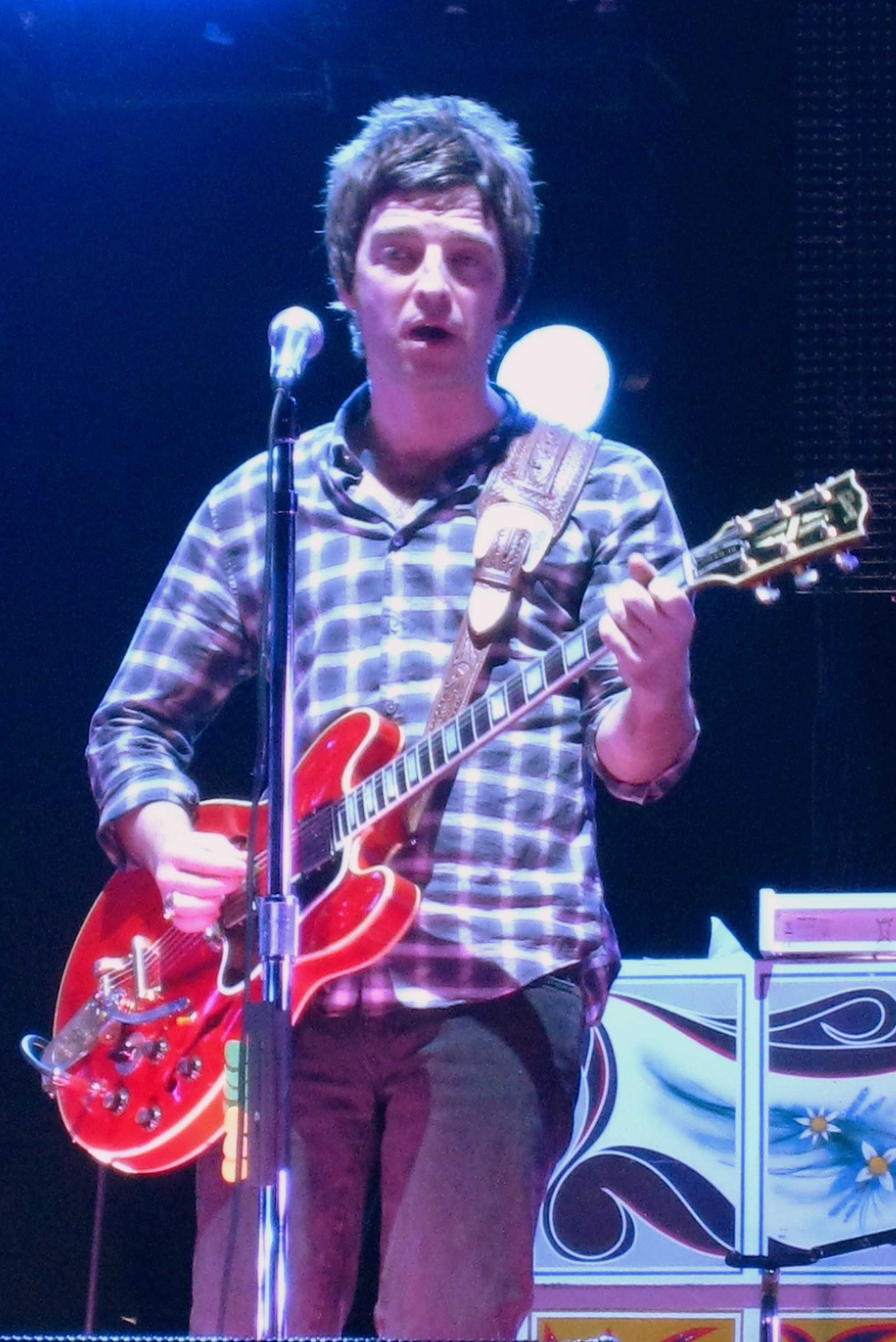
نوئل گلگر در حال اجرا در مونتریال ۲۰۰۸

در ۴ ژوئن ۲۰۰۹، اوئیسیز نخستین اجرای خود از سه کنسرت آتی اش در هیتون پارک منچستر اجرا کرد و پس از دو بار ترک صحنه به علت مشکل ژنراتور، در بار سوم روی صحنه ظاهر شدند تا اعلام کنند این یک کنسرت رایگان است. این خبر ۷۰۰۰۰نفر دارندهٔ بلیط را خوشحال کرد اما ۲۰۰۰۰نفر درخواست بازپرداخت کردند. دو کنسرت آتی گروه در همان مکان در ۶ و ۷ ژوئن، به عنوان یک موفقیت بزرگ حساب می‌شد، و طرفداران بدون توجه به اجرای مشکل‌دار شب اول و آب هوای متغیر با آب و تاب در آن جا حاضر شده بودند.

### از هم پاشیدن و سرانجام ۲۰۰۹ تا ۲۰۱۶
در ۲۳ اوت ۲۰۰۹ اجرای فستیوال وی اوئیسیز کنسل شد چون لیام دچار التهاب حنجره شده بود. تنش بین دوبرادر بیشتر شده بود. در ۲۸ اوت ۲۰۰۹ در پشت صحنهٔ فستیوال راک ان سین در نزدیکی پاریس دعوای شدیدی بین برادران گلگر رخ داد. لیام گیتار نوئل را شکست. علت دعوا به گفتهٔ نوئل این بود که لیام می‌خواست در کنسرتشان برای پروژهٔ لباس خودش با نام پرتی گرین تبلیغ کند و وقتی دید نوئل مخالف است دعوا بین آن دو شروع شد. این اتفاق فقط چند دقیقه پیش از اجرا افتاد و مدیر گروه اعلام کرد که کنسرت‌های بعدی لغو شده‌اند و اوئیسیز دیگر وجود ندارد. چند ساعت بعد نوئل بر روی وبسایت اوئیسیز نوشت:
«با اندکی ناراحتی و آرامش زیاد امشب اوئیسیز را ترک می‌کنم. مردم هر چه می‌خواهند می‌نویسند و می‌گویند، اما من دیگر حتی یک روز دیگر هم نمی‌توانم با لیام کار کنم»
بقیهٔ اعضای گروه تحت عنوان بیدی آی به کار خود ادامه دادند و نوئل پروژهٔ انفرادی خود را نوئل گلگرهای فلایینگ بیردز نام‌گذاری کرد. بیدی آی در ۲۰۱۴ منحل شد. در ۱۶ فوریه ۲۰۱۰ آلبوم (داستان چیست) گل شیپوری؟ جایزه بریت بهترین آلبوم سی سال اخیر را دریافت کرد. لیام برای گرفتن جایزه روی صحنه رفت و قبل از ارائهٔ سخنرانی از همهٔ اعضای گروه به جز نوئل تشکر کرد. لیام میکروفون و جایزه گروه را به سوی جمعیت انداخت. در ۱۵ مارس ۲۰۱۰ از کار خود دفاع کرد و گفت: «از اینکه همیشه همه چیز دربارهٔ من و نوئل بوده خسته شده‌ام. خواستم به این روش از هم گروه‌هایم تشکر کرده باشم و فکر کردم ژست خوبی باشد که با دادن جایزه به طرفداران از آنها هم تشکر کنم اما بدیهی است که کارم طبق معمول سوء تعبیر شد.».

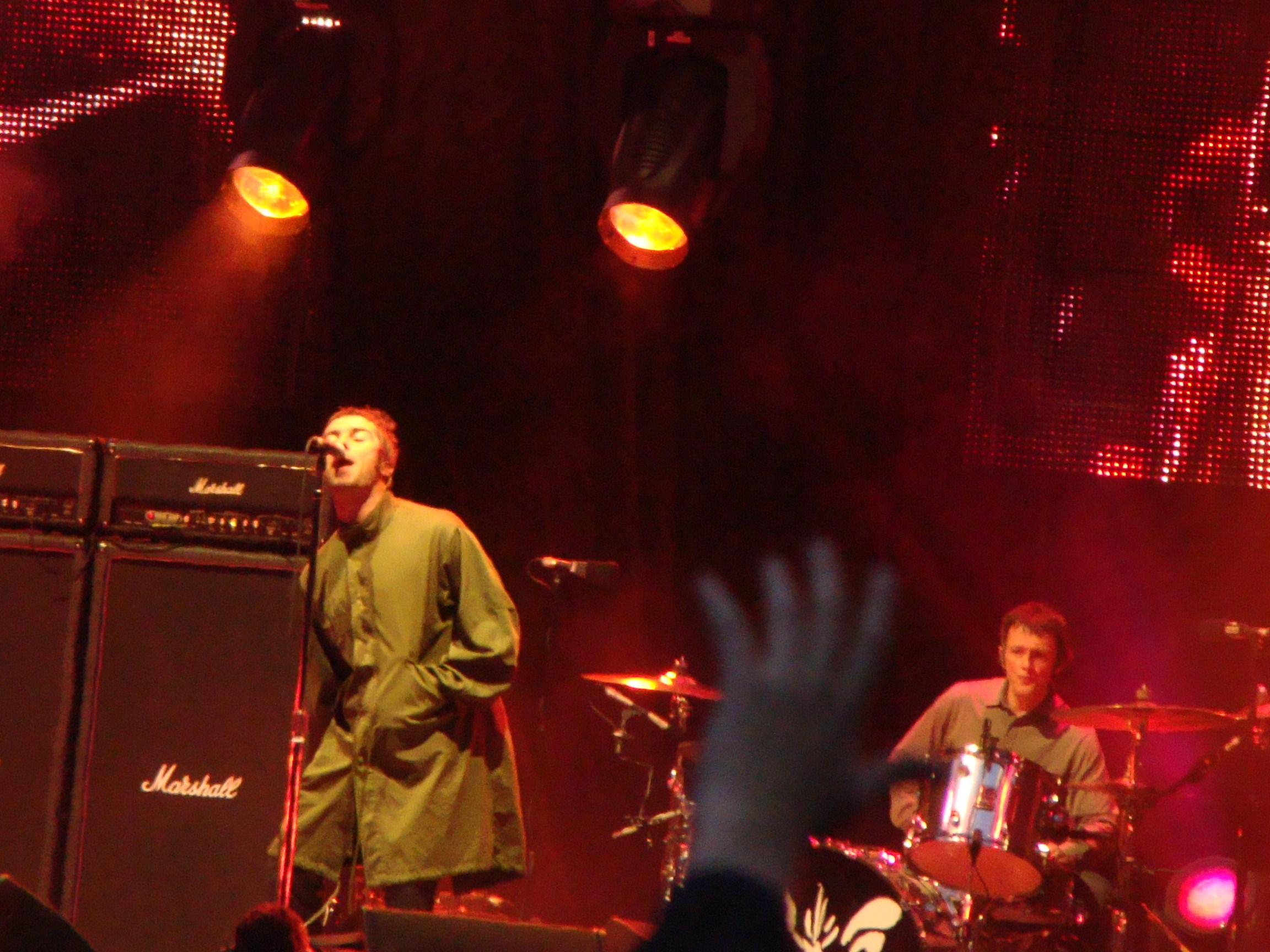
لیام گلگر (چپ) و کریس شاروک (راست) در حال اجرای یکی از آخرین کنسرت‌های اوئیسیز در استادیوم نور ساندرلاند (ژوئن ۲۰۰۹)

آلبوم گردآوری‌شده زمان پرواز می‌کند ۱۹۹۴-۲۰۰۹ که مجموعه‌ای از تک‌آهنگ‌های گروه بود در ۱۴ ژوئن ۲۰۱۰ منتشر شد. این تصمیم نوئل گلگر بود او همچنین چند ویدیو از این آلبوم را به حساب یوتیوب اوئیسیز اضافه کرد. در ۲۶ فوریه ۲۰۱۴ نوئل از طریق وبگاه رسمی گروه اعلام کرد که سه آلبوم استودیویی اول به مناسبت گرامیداشت بیستمین سالگرد آلبوم قطعاً شاید در مدت باقی‌مانده سال ۲۰۱۴ دوباره صدور، بازسازی و دوباره منتشرخواهند یافت. یک نسخهٔ ۳ دیسکی بازسازی شده از قطعاً شاید در ۱۹ مه ۲۰۱۴ منتشر شد.
مستندی با عنوان مافوق صوت قرار است در اکتبر ۲۰۱۶ منتشر شود و داستان اوئیسیز از آغاز کارشان تا به اوج شهرت شان که در تابستان سال ۱۹۹۶ بود، رخ داد را بازگو خواهد کرد. تیم تهیه‌کنندهٔ این فیلم همان تیمی است که مستند امی (فیلم ۲۰۱۵) برندی جایزی اسکار را تهیه کرده. گفته می‌شود که مافوق صوت تصاویر و فیلم‌هایی که قبلاً دیده نشده را پخش خواهد کرد و همچنین با اعضای گروه مصاحبه انجام شده‌است.

### ۲۰۲۴ بازگشت
در اوت ۲۰۲۴ لیام و نوئل گلگر اعلام کردند که برای اواخر سال ۲۰۲۴  با هم کنسرت‌های خارج از اروپا اجرا خواهند کرد. همچنین کنسرت مشترک آنها در ماه‌های ژوئیه و اوت ۲۰۲۵ در لندن، منچستر، کاردیف، ادینبورگ و دوبلین برگزار خواهد شد.

## الهام‌دهندگان
اوئیسیز به شدت تحت تأثیر بیتلز بودند تا حدی که رسانه‌های بریتانیا می‌گفتند اوئیسیز به عقدهٔ بیتلز مبتلا شده‌است. علاوه بر این، اعضای اوئیسیز کویین استون روزس، یوتو، بی جیز، تی رکس،سکس پیستولز، اسلید، اسمال فیسز، هو، نیروانا، رولینگ استونز، لاز، دورز، جیمی هندریکس، باب دیلن، نیل یانگ، هامبل پای، هپی موندیز، هولیز، اینسپیرال کارپز، پیتر گرین، فلیتوود مک،کینکز، جم، پینک فلوید، د ورو، لد زپلین، دیوید بووی، ولوت آندرگراوند، تاکینگ هدز، و اسمیتز را به عنوان الهام بخش معرفی کرده‌اند.

## الهام‌بخشی
بسیاری از گروه‌ها و هنرمندان اوئیسیز را به عنوان الهام بخش معرفی کرده‌اند، از جملهد کیلرز،آرکتیک مانکیز، انمی، الیوت اسمیت، لیلی آلن، ویو، دریک بل، هرتز، کلدپلی،د استروکز، مارون ۵، د کورال، رایان آدامز، کوکز،ریفلز، پیجون دیتکتیوز، کین وکاسبیان.

## اعضای گروه
- لیام گلگر - خواننده، دایره زنگی، گیتار آکوستیک (۱۹۹۱–۲۰۰۹)
- نوئل گلگر- گیتار، خواننده، باس، کیبورد (۱۹۹۱–۲۰۰۹)
- جم آرچر - گیتار ریتم، گیتار باس، ساز دهنی (۱۹۹۹–۲۰۰۹)
- اندی بل - باس، گیتار ریتم (۱۹۹۹–۲۰۰۹)
- کریس شاروک - درام (۲۰۰۸–۲۰۰۹)
- زاک استارکی - درامز، پرکاشن (۲۰۰۴–۲۰۰۸)
- آلن وایت - درامز، پرکاشن (۱۹۹۵–۲۰۰۴)
- پل «گویگسی» مک گویگان - باس (۱۹۹۱–۱۹۹۹)
- بونهد - گیتار ریتم، گیتار آکوستیک، پیانو (۱۹۹۱–۱۹۹۹)
- تونی مک‌کارول- درام (۱۹۹۱–۱۹۹۵)

## آلبوم‌ها
آلبوم‌های استدیویی
- قطعاً شاید (۱۹۹۴)
- (داستان چیست) گل شیپوری؟ (۱۹۹۵)
- همین الان اینجا باش (۱۹۹۷)
- ایستادن بر روی شانه غول‌ها (۲۰۰۰)
- شیمی بت‌پرست (۲۰۰۲)
- حقیقت را باور نکن (۲۰۰۵)
- روحت را رها کن (۲۰۰۸)